# Metapogon hurdi
Metapogon hurdi là một loài ruồi trong họ Asilidae. Metapogon hurdi được Wilcox miêu tả năm 1964. Loài này phân bố ở vùng Tân Bắc giới.